# جوش شو (لاعب كرة قدم أمريكية أمريكي)
جوش شو (بالإنجليزية: Josh Shaw)‏ هو لاعب كرة قدم أمريكية أمريكي، ولد في 27 مارس 1992 في بالمديل في الولايات المتحدة.

## وصلات خارجية
- جوش شو (لاعب كرة قدم أمريكية أمريكي) على موقع مرجع كرة القدم المحترفة.كوم (الإنجليزية)